# Caso Franklin
Il caso Franklin, (noto in inglese come Franklin child prostitution ring allegations, ovvero "accuse sul giro di pedofilia di Franklin") è un caso di presunta pedofilia nato a seguito di una serie di accuse verso personalità di spicco degli Stati Uniti d'America tra il 1988 e il 1991, accuse che furono ritenute false in sede giuridica. Politici statunitensi di alto rango e importanti cittadini del Nebraska furono accusati di far parte di un presunto gruppo di pedofili.
Le più gravi accuse si concentrarono contro Lawrence E. King, direttore della Franklin Community Federal Credit Union di Omaha (fallita nel 2001), e importante figura politica locale. La giuria considerò tali dichiarazioni false e le due presunte vittime furono condannate per falsa testimonianza. Una di esse, Alisha Owen, fu condannata a una pena compresa fra 9 e 15 anni di prigione, scontandone alla fine 4 e mezzo.
Lo storico Philip Jenkins ha evidenziato come il caso Franklin, analogamente ad altre vicende, sia stato sfruttato per scopi politici. Sempre Jenkins nota come il caso, intrinsecamente privo di credibilità, abbia invece acquisito credibilità tra le persone a causa dei mass media che continuavano a parlare della vicenda. Diverse teorie complottistiche continuano a esistere attorno alla vicenda, coinvolgendo di volta in volta riti satanici, cannibalismo, traffico di droga, la CIA e l'amministrazione Bush.